# Jane Gerisch
Jane Gerisch, verh. Drage, (* 5. März 1986 in Rüdersdorf) ist eine ehemalige deutsche Bahnradsportlerin und zweifache Europameisterin.

## Sportliche Laufbahn
Im Alter von sechs Jahren kam Jane Gerisch zum Radsport, auch ihre beiden älteren Geschwister waren im Erkneraner Radsportclub 1996 e.V. aktiv. Mit elf Jahren bestritt sie ihre ersten Bahn-Wettbewerbe. Ab 1998 besuchte sie die Sportschule in Frankfurt (Oder) und spezialisierte sich zunehmend auf die Kurzzeitdisziplinen auf der Bahn.
2003 wurde Jane Gerisch Vize-Weltmeisterin der Junioren im Keirin; im Jahr darauf belegte sie bei Junioren-Weltmeisterschaften den dritten Platz im 500-m-Zeitfahren. 2006, bei den Europameisterschaften in Athen, errang sie zwei Titel, im Sprint und im Keirin; 2007 den Vize-Europameistertitel im Keirin. Beim Lauf des Bahn-Weltcups in Sydney wurde sie gemeinsam mit Dana Glöß Zweite im Teamsprint, beim Lauf in Los Angeles Dritte im Sprint. Bei den UCI-Bahn-Weltmeisterschaften 2007 belegte sie gemeinsam mit Christin Muche im Teamsprint Platz fünf.
2007 stürzte Jane Gerisch bei einem Keirin-Wettbewerb in Verona, brach sich das Schlüsselbein und genas anschließend nur langsam. Nach den deutschen Meisterschaften 2008 in Büttgen, bei denen sie Zweite im Keirin und jeweils Dritte im Zeitfahren und im Sprint wurde, trat Jane Gerisch vom aktiven Radsport zurück.

## Erfolge
2003
- Junioren-Bahnweltmeisterschaft – Keirin

2006
- U23-Europameisterin – Sprint, Keirin
- U23-Europameisterschaft – 500-Meter-Zeitfahren

2007
- U23-Europameisterschaft – Keirin
- U23-Europameisterschaft – Sprint